# Yaël Abecassis
Pour les articles homonymes, voir Abécassis.
Yaël Abecassis (en hébreu : יעל אבקסיס), née le 19 juillet 1967 à Ashkelon, est une actrice et une productrice israélienne d'origine marocaine.

## Biographie

### Famille
Les parents de Yaël Abecassis sont des juifs marocains. Sa mère, Raymonde El Bidaouia, « La perle orientale », est une figure de la chanson marocaine. Son père meurt dans un accident de voiture (où sa mère est grièvement blessée) lorsqu'elle a dix ans.
Par son père, elle est la nièce du philosophe français Armand Abécassis et la cousine de la romancière et philosophe Éliette Abécassis.

### Carrière
Yaël Abecassis commence sa carrière comme mannequin. Elle se tourne ensuite vers la télévision et le cinéma. On a pu la voir interpréter notamment Rivka (une jeune femme, une épouse sans enfant, aux prises avec les ultra-orthodoxes) dans Kadosh (Sacré), un film d'Amos Gitaï (1999). Elle tourne également dans des films français. Devenue actrice un peu par hasard, elle s’est faite productrice par conviction, à travers la société Cassis Film, pour aider des projets qui l'intéressent et des femmes à devenir cinéastes. Sa première production, Aya, de Mihal Brezis et Oded Binnun, est sélectionnée pour l’Oscar du meilleur court-métrage,.

### Engagements

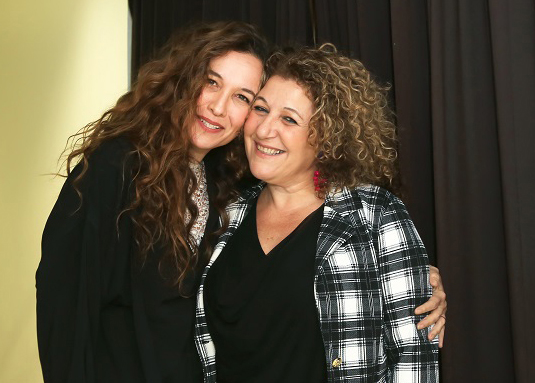
Yaël Abecassis et Maki Haham Neaman qui lui a succédé à la présidence dEsprit de femmes

Elle milite pour la paix et pour l'existence d'un État palestinien à côté d'Israël. Elle a également créé une association Esprit de femmes, en 2006, pour aider les femmes battues.

## Filmographie

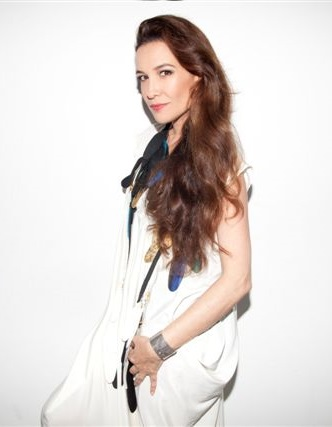
Yaël Abecassis.

### Cinéma
- 1991 : Pour Sacha d'Alexandre Arcady
- 1999 : Kadosh, d'Amos Gitaï
- 2001 : Bella ciao, de Stéphane Giusti
- 2003 : Alila, d'Amos Gitaï
- 2004 : Va, vis et deviens, de Radu Mihaileanu
- 2005 : Papa de Maurice Barthélémy
- 2007 : Sans moi d'Olivier Panchot
- 2007 : Comme ton père de Marco Carmel
- 2008 : Les Sept Jours (Shiv'ah) de Ronit Elkabetz et Shlomi Elkabetz
- 2008 : Survivre avec les loups de Véra Belmont
- 2008 : Danse à trois pas de Salvatore Mereu
- 2012 : Lullaby to my father de Amos Gitaï
- 2014 : Mon fils (Dancing Arabs) d'Eran Riklis, d'après Les Arabes dansent aussi de Sayed Kashua : Edna
- 2015 : Rendez-vous à Atlit de Shirel Amitay
- 2015 : Le Dernier Jour d'Yitzhak Rabin (Rabin, The Last Day) d'Amos Gitaï
- 2018 :  Un tramway à Jérusalem d'Amos Gitaï
- 2024 : Shikun d'Amos Gitaï
- 2024 : Pourquoi la guerre d'Amos Gitaï

### Télévision
- 1999 : Maria figlia del suo figlio de Fabrizio Costa (téléfilm) : la mère du Christ.
- 2010 : Hatufim de Gideon Raff (série télévisée)
- 2011 : Rani de Arnaud Sélignac (série télévisée)
- 2012 : Hatufim de Gideon Raff (série télévisée)
- 2019 : À l'intérieur de Vincent Lannoo (série télévisée)

### Notice biographique
- Sarah Elkaïm, « Abecassis, Yaël [Casablanca 1967] », dans Béatrice Didier, Antoinette Fouque et Mireille Calle-Gruber (dir.), Dictionnaire universel des créatrices, Éditions Des femmes, 2013, p. 11.

### Articles
- Emilie Grangeray, « Comédienne de combats », Le Monde,‎ 3 mai 2013 (lire en ligne).
- Alexandra Schwartbrod, « Yaël Abecassis. Joyeuse tragédienne », Libération,‎ 19 janvier 2015 (lire en ligne).
- Noémie Luciani, « « Rendez-vous à Atlit » : le retour de trois sœurs en Israël », Le Monde,‎ 20 janvier 2015 (lire en ligne).